# Eremophila splendens
Eremophila splendens är en flenörtsväxtart som beskrevs av Chinnock. Eremophila splendens ingår i släktet Eremophila och familjen flenörtsväxter. Inga underarter finns listade i Catalogue of Life.